# Buffalo Soldiers ’44 – Das Wunder von St. Anna
Buffalo Soldiers ’44 – Das Wunder von St. Anna ist ein Kriegsfilm aus dem Jahr 2008, der ein kaum bekanntes Kapitel des Zweiten Weltkriegs erzählt: den Einsatz von afroamerikanischen Soldaten an der Front. Neben Derek Luke, Joseph Gordon-Levitt, John Turturro sind auch Valentina Cervi und Alexandra Maria Lara zu sehen. Die Regie des US-amerikanischen Spielfilms führte Spike Lee. Gedreht wurde der Film unter anderem in New York City und in der Toskana.

## Handlung
In dem Film wird die Geschichte von vier Soldaten erzählt, die der 92. Infanteriedivision angehören,  die ausschließlich aus Afroamerikanern besteht. Als die vier Männer in Folge eines Angriffs in der Toskana von ihrer Einheit getrennt werden, müssen sie sich in ein Bergdorf zurückziehen, wo sie von den Einheimischen aufgenommen werden. Sie kümmern sich um einen italienischen Jungen, der in einem Haus bei einem Granattreffer eingeklemmt wurde.
Da ein Angriff der Deutschen erwartet wird, beauftragt die Kommandozentrale der Amerikaner über Funk die vier Soldaten, einen deutschen Soldaten gefangen zu nehmen, um dies bestätigen zu können.
Eine Gruppe italienischer Partisanen um den berüchtigten „Schmetterling“ kommt ebenfalls mit einem deutschen Gefangenen in das Dorf. Sie einigen sich zwar auf eine Auslieferung, ein Verräter unter den Partisanen tötet den Gefangenen jedoch vorher, da dieser von seinem Verrat und seiner Mithilfe an einem Massenmord der Deutschen weiß. Als dann das Dorf überfallen wird, überleben nur der schwarze Soldat Hector und der kleine Junge Angelo.
In der Rahmenhandlung wird erzählt, wie Hector 1983 den Verräter der Partisanen tötet, als er ihn zufällig in New York City wiedertrifft. Der kleine italienische Junge ist inzwischen reich und hat viel Einfluss, so dass er für Hector die Kaution stellen kann. In der Schlussszene treffen Hector und Angelo sich auf den Bahamas und Angelo gibt Hector die Kette zurück, die er dem kleinen Jungen gab, als er während des Angriffs dachte, dass er sterben würde.

## Bedeutung
Der Film behandelt die Rassenproblematik in den damaligen Vereinigten Staaten. Die vier Soldaten haben unterschiedliche Meinungen über die Weißen und die „Buffalo Soldiers“. Allen gemeinsam ist die Hoffnung auf eine bessere Zukunft für ihre Kinder in den USA. In einer Rückblende und einigen Gesprächen kommen ihre Ansichten über Ungleichheit, Zusammengehörigkeit und Glauben zum Ausdruck.
Darüber hinaus wird das Massaker der deutschen Waffen-SS in dem Dorf Sant’Anna di Stazzema vom 12. August 1944, bei dem zwischen 400 und 560 italienische Zivilisten ermordet wurden, in die Filmhandlung aufgenommen und so dieses Kriegsverbrechen thematisiert.

## Kritiken
In den nordamerikanischen Medien fand der Film einen überwiegend negativen Widerhall. Basierend auf der Auswertung von 121 Kritiken weist Rotten Tomatoes eine Positivquote von lediglich 33 Prozent aus.